# Temasek
Temasek (Thành phố biển trong tiếng Java cổ, đánh vần Tumasik) là tên của một thành phố đã từng tọa lạc trên địa điểm ngày nay là Singapore. Từ thế kỷ 14, hòn đảo này cũng đã được biết đến như là Singapura, có nguồn gốc từ tiếng Phạn và có nghĩa là "Thành phố Sư tử". Truyền thuyết kể rằng tên đã được đưa ra bởi Sang Nila Utama khi ông đến thăm hòn đảo năm 1299 và nhìn thấy một sinh vật chưa biết, mà Ngài nhầm tưởng là một con sư tử.
Trong khi lịch sử ban đầu của Singapore là che khuất bởi huyền thoại và truyền thuyết, một số kết luận có thể được rút ra từ bằng chứng khảo cổ học và tài liệu tham khảo bằng văn bản của các nhà du hành. Khảo cổ học chỉ ra một khu định cư đô thị hóa trên địa điểm vào thế kỷ 14. Các ám chỉ các nhà du hành cung cấp cho một số bằng chứng rằng có thể có được một thành phố hay thị xã vào đầu thế kỷ thứ 2. Tại thời kỳ cực thịnh của nó, thành phố tự hào có một bức tường bằng đất thành phố lớn và hào, nhiều trong số các tòa nhà được xây dựng móng bằng đá và gạch. Những di chỉ đồ gốm cũ, tiền xu, đồ trang sức và các đồ tạo tác khác đã được tìm thấy, với rất nhiều những hiện vật được nhập khẩu từ các bộ phận khác nhau của Trung Quốc, Ấn Độ, Sri Lanka và Indonesia. Đây là những đôi khi được coi là bằng chứng về tình trạng của thành phố là một trung tâm thương mại khu vực. Một tuyến đường thủy sản là một phần của con đường tơ lụa lớn hơn, đi qua Temasek.
Từ 7 đến thế kỷ 13, hòn đảo của Singapore được kiểm soát bởi các đế quốc Srivijaya ở Sumatra. Sự xuất hiện của Temasek là một thành phố có công sự và trung tâm thương mại trong thế kỷ 14, đế quốc Srivijaya là trong một thời gian dài suy giảm. Thành phố bị chinh phục bởi đế chế Majapahit trong 1401 và chuyển nhiều lần trước khi tới dưới ảnh hưởng của Vương quốc Hồi giáo Malacca trong thế kỷ 15.